# Star (Berlijn)
Star is een historisch merk van motorfietsen.
De bedrijfsnaam was: D-Rad Aktiengesellschaft, later Deutsche Werke AG, Berlin-Spandau.
Duits merk dat door ing. H.F. Günther ontworpen 393 cc tweecilinder zijklep-boxermotoren bouwde. Ook wel Stern genoemd. Star werd in 1921 door D-Rad overgenomen. De machines bleven gewoon in productie tot in 1926 de 497 cc D-Rad verscheen.
- Andere merken met de naam Star, zie Star (Coventry) - Star (Dresden) - Star (Luik) - Star (Wolverhampton).